# Венусте Ньйонгабо
Венусте Ньйонгабо  (англ. Vénuste Niyongabo, 9 грудня 1973) — бурундійський легкоатлет, олімпійський чемпіон.

## Виступи на Олімпіадах
| Олімпіада    | Дисципліна         | Місце      |
| ------------ | ------------------ | ---------- |
| Атланта 1996 | біг на 5000 метрів | 1          |
| Сідней 2000  | біг на 5000 метрів | 15 h2 r1/2 |

## Зовнішні посилання
- Досьє на sport.references.com [Архівовано 15 липня 2011 у Wayback Machine.]